# Dolar Fidżi
Dolar Fidżi (F$) – waluta Fidżi, dzieli się na 100 centów. Jako walutę dziesiętną wprowadzono ją w roku 1969. Kod walutowy według ISO 4217: FJD. Monety pamiątkowe są wypuszczane od 1976 roku.

## Monety
Najpierw pojawiły się jedno- i dwucentówki z brązu, następnie 5, 10 oraz 20 centów i jednodolarówka z miedzioniklu. Oprócz 1$ na wszystkich awersach ukazane jest popiersie królowej Elżbiety II, na rewersach zaś, tradycyjny przedmiot z Fidżi. Na awersie jednodolarówki widnieje godło państwowe. W 1975 roku weszła do obiegu 50-centówka o 12 krawędziach. W latach 1977–1982 emitowano brązowe jednocentówki promujące działania FAO z inskrypcją 'uprawiaj więcej żywności'. W roku 1990 nastąpiła wymiana monet brązowych na cynkowe, pokryte miedzią, monety niklowe zastąpiły monety miedzio-niklowe (oprócz 1$). Główne mennice to Królewskie Mennice w Kanadzie, Wielkiej Brytanii oraz Australii.

## Banknoty
Obowiązujące obecnie na Fidżi banknoty wpuszczono w 1980 roku, emitował je Centralny Urząd Walutowy Fidżi. Główna drukarnia banknotów mieści się w Wielkiej Brytanii (Thomas de la Rue). Na początku wypuszczono banknoty o nominałach: 1, 2, 5, 10, oraz 20F$. W latach 1995 i 1996 wyszła nowa emisja banknotów (nowe rewersy) i dodano 50F$; najnowsze banknoty weszły do obiegu w 2002. Na awersach banknotów widnieje godło państwowe, portret królowej Elżbiety II (mimo iż od 1987 kraj jest republiką; wyjątek stanowią banknoty 2-dolarowe z 2000) oraz nazwa Fidżi. Na rewersach natomiast widnieją:
- na 1F$ – targ owocowy pod gołym niebem,
- na 2F$ – trzcina cukrowa oraz pociąg (kolejka wąskotorowa; serie banknotów do 1995), grupa ludzi (seria z 1996 i 2002), głowy ludzi, żółw morski oraz plaża ze statkiem (seria z 2000)
- na 5F$ – krąg rybaków z siecią (serie banknotów do 1992), lotnisko międzynarodowe (od 1995),
- na 7F$ – sześciu złotych rugbystów, którzy wystąpili na olimpiadzie w Rio De Janeiro w 2016 roku[2],
- na 10F$ – plemienny taniec w wykonaniu mężczyzn (serie do 1992), tubylcy na łódce z wikliny (od 1996),
- na 20F$ – tubylcza chata z wysokim dachem (do 1992); chata oraz budynek hotelu(?) – (od 1996)
- na 50F$ – sceny historyczne.